# Pelleport
Pelleport település Franciaországban, Haute-Garonne megyében. Lakosainak száma 542 fő (2022. január 1.). Pelleport Launac, Cadours, Drudas, Le Grès, Puysségur és Thil községekkel határos.

## Népesség
A település népességének változása:
| Lakosok száma | 176  | 221  | 310  | 459  | 545  | 526  | 515  | 509  | 520  | 542  |
|               | 1968 | 1982 | 1990 | 2006 | 2013 | 2015 | 2017 | 2019 | 2020 | 2022 |

## Galéria

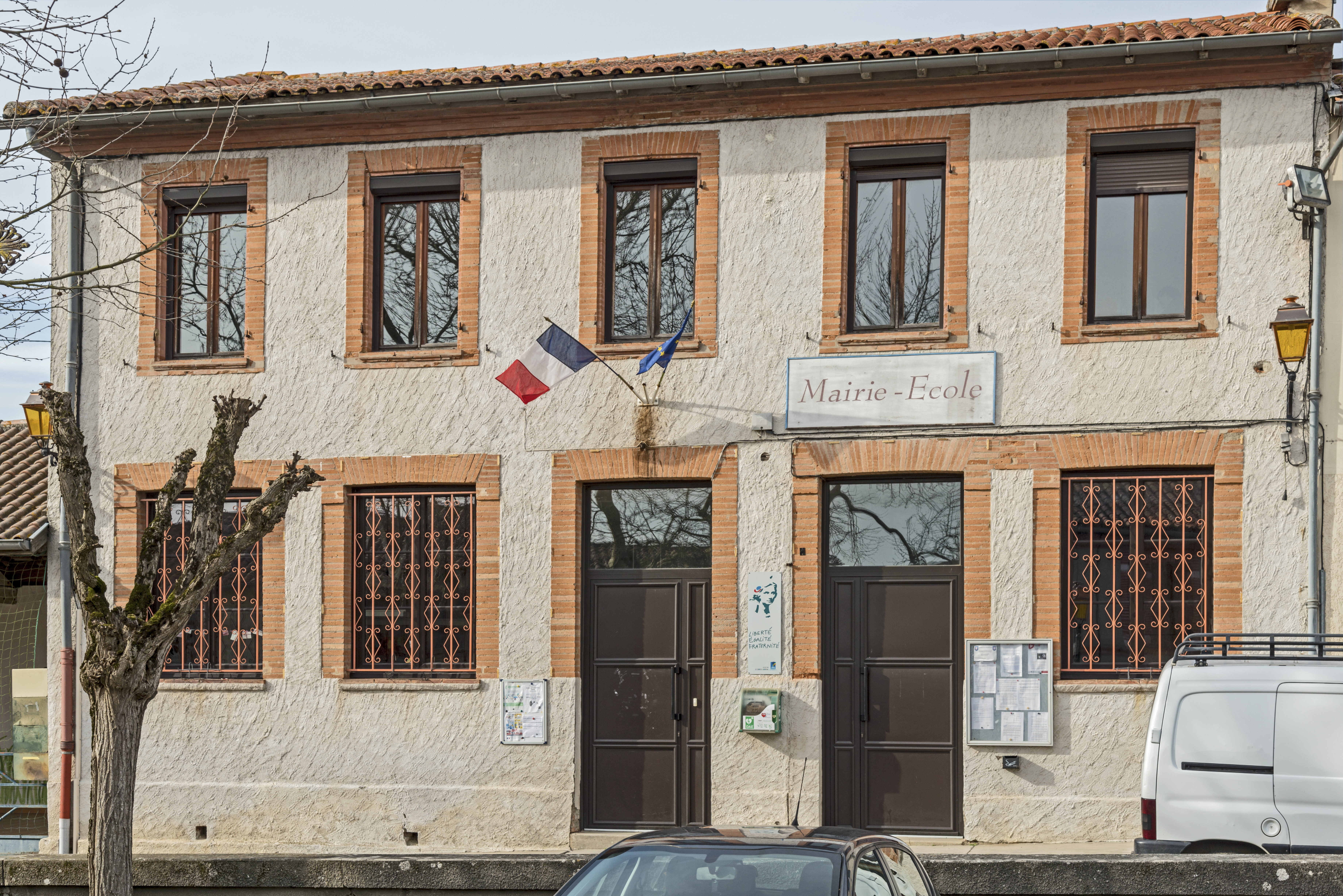
A polgármesteri hivatal
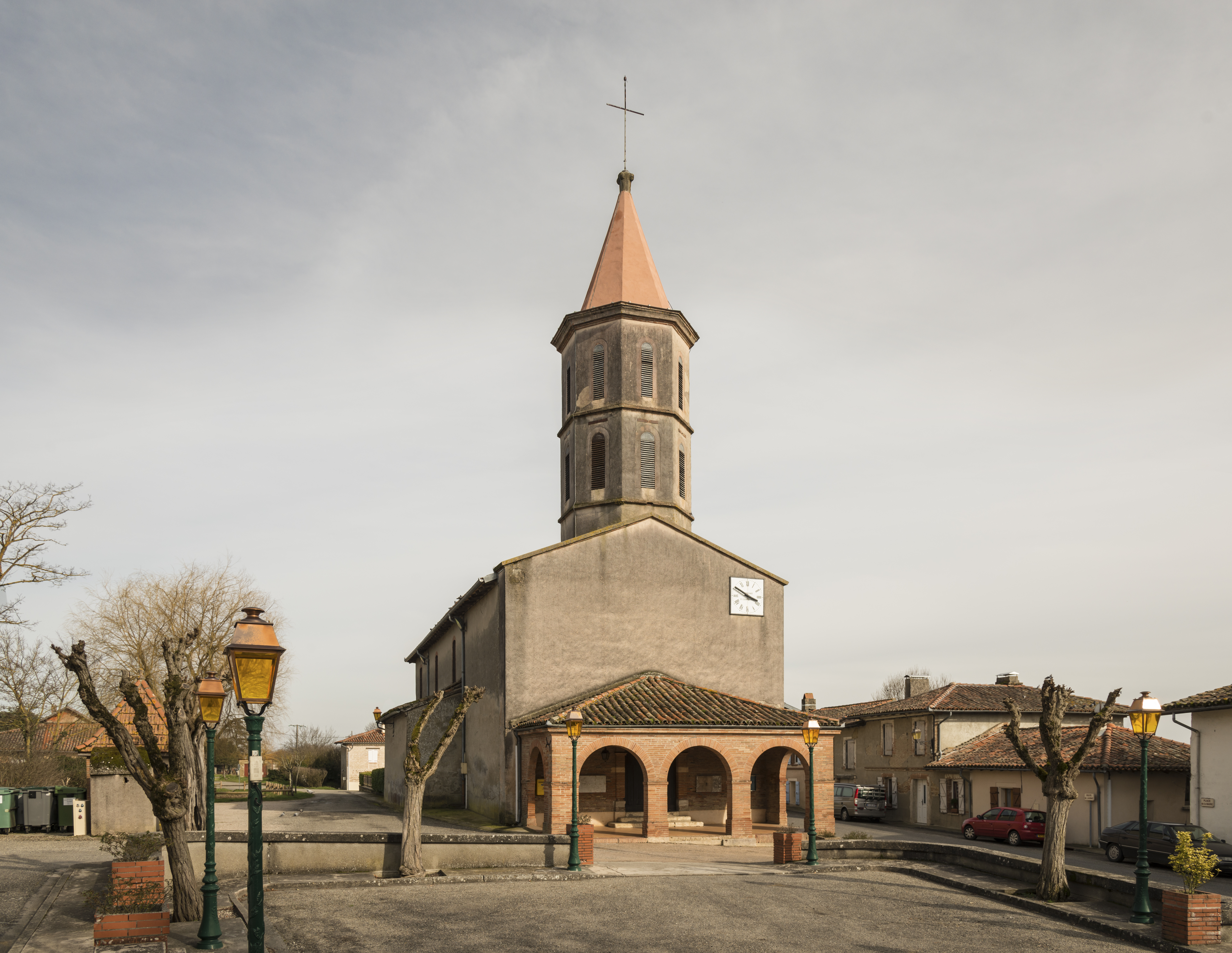
A templom
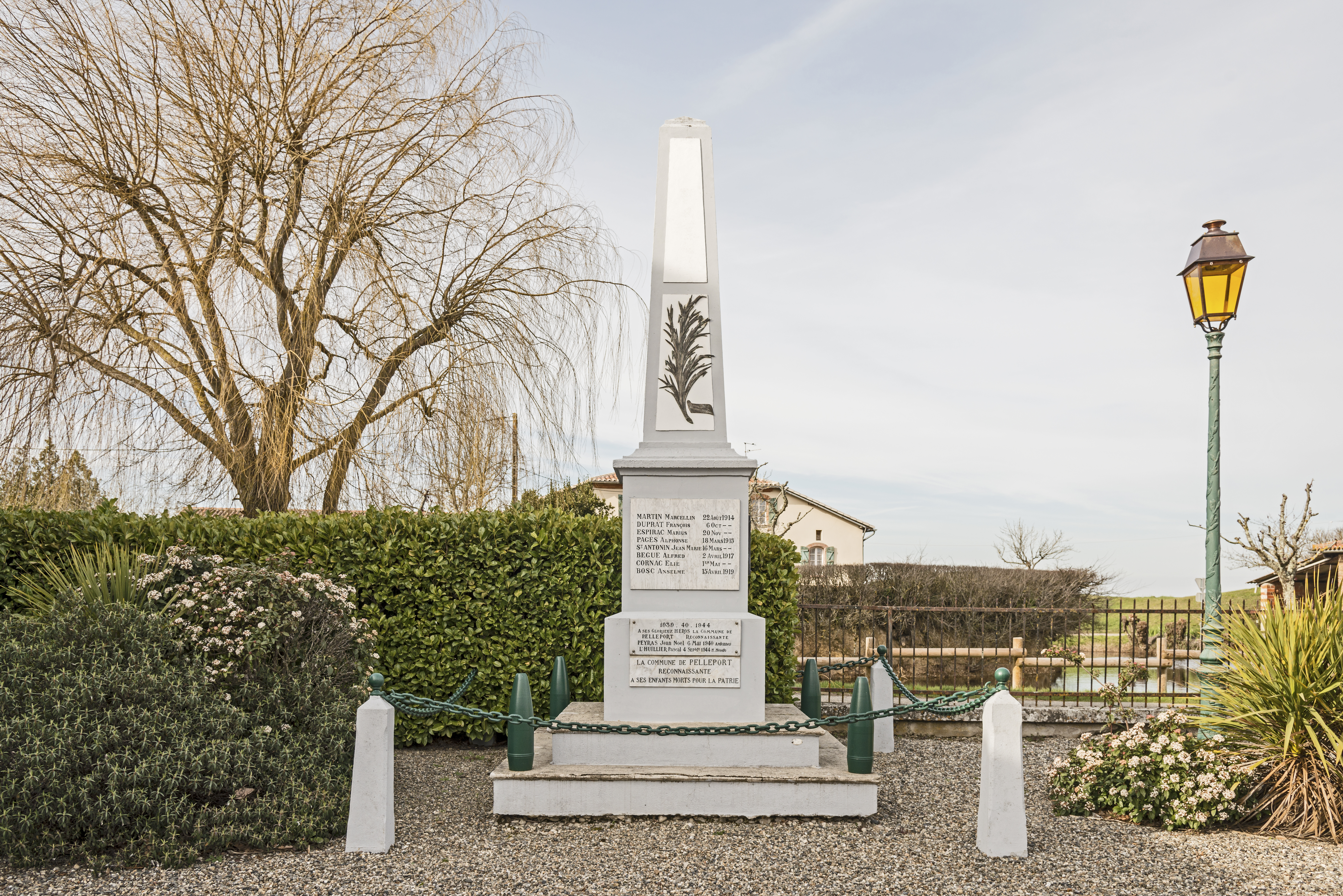